# Astaroth
Pour les articles homonymes, voir Astaroth (homonymie).
Astaroth est un démon, grand-duc très puissant et trésorier des Enfers, instigateur de plusieurs possessions. La Bible mentionne Astaroth sous le nom de la déesse Astarté.
Il essaie de sortir des limbes mais en est empêché 12 fois. Il lui faudra y rester jusqu'à la fin des 1 000 ans de l'apocalypse (Apocalypse, chapitre 20), avant d'être libéré pour 1 000 ans avec le retour du Seigneur Jésus-Christ de Nazareth, avant le Jugement dernier décrit dans la Bible.

## Goétie

Le sceau d'Astaroth, d'apres le Lemegeton

Astaroth est un démon présent dans les croyances de la goétie, science occulte de l'invocation d'entités démoniaques. Il était adoré par les Sidoniens et les Philistins.
Le Lemegeton le mentionne en 29e position de sa liste de démons. Selon l'ouvrage, Astaroth est un puissant duc. Il a la figure d'un ange devenu fort laid, se montre chevauchant sur un dragon infernal et tient une vipère dans sa main gauche. On l'identifie à son odeur fétide, même quand il est déguisé, et celui qui le fait venir doit prendre garde à son insupportable puanteur. Pour cette raison, il est conseillé aux invocateurs de tenir sous leurs narines un anneau magique en argent pour se préserver de l'odeur. Il enseigne les arts libéraux et permet de connaître le présent et l'avenir. Présidant à l'Occident, procurant l'amitié des grands seigneurs, il commande à quarante légions.
La Pseudomonarchia daemonum le mentionne en 28e position de sa liste de démons et lui attribue des caractéristiques similaires, tout en précisant qu'il répond volontiers aux questions qu'on lui pose a propos des choses les plus secrètes, et qu'il est facile de le faire causer de la création, des fautes ou de la chute des anges, dont il connaît toute l'histoire.
Collin de Plancy soutient dans son Dictionnaire infernal qu'Astaroth aurait été adoré par quelques sectes juives, et qu'il se considérerait comme ayant été puni injustement lors de la chute des anges. Il lui attribue aussi le titre de trésorier des enfers.
Le Grand Grimoire le mentionne également et lui donne le titre de grand duc.
Il est cité comme l'un des sept princes de l'enfer qui visitèrent Faust, selon la tradition allemande. [réf. souhaitée]

## Origine

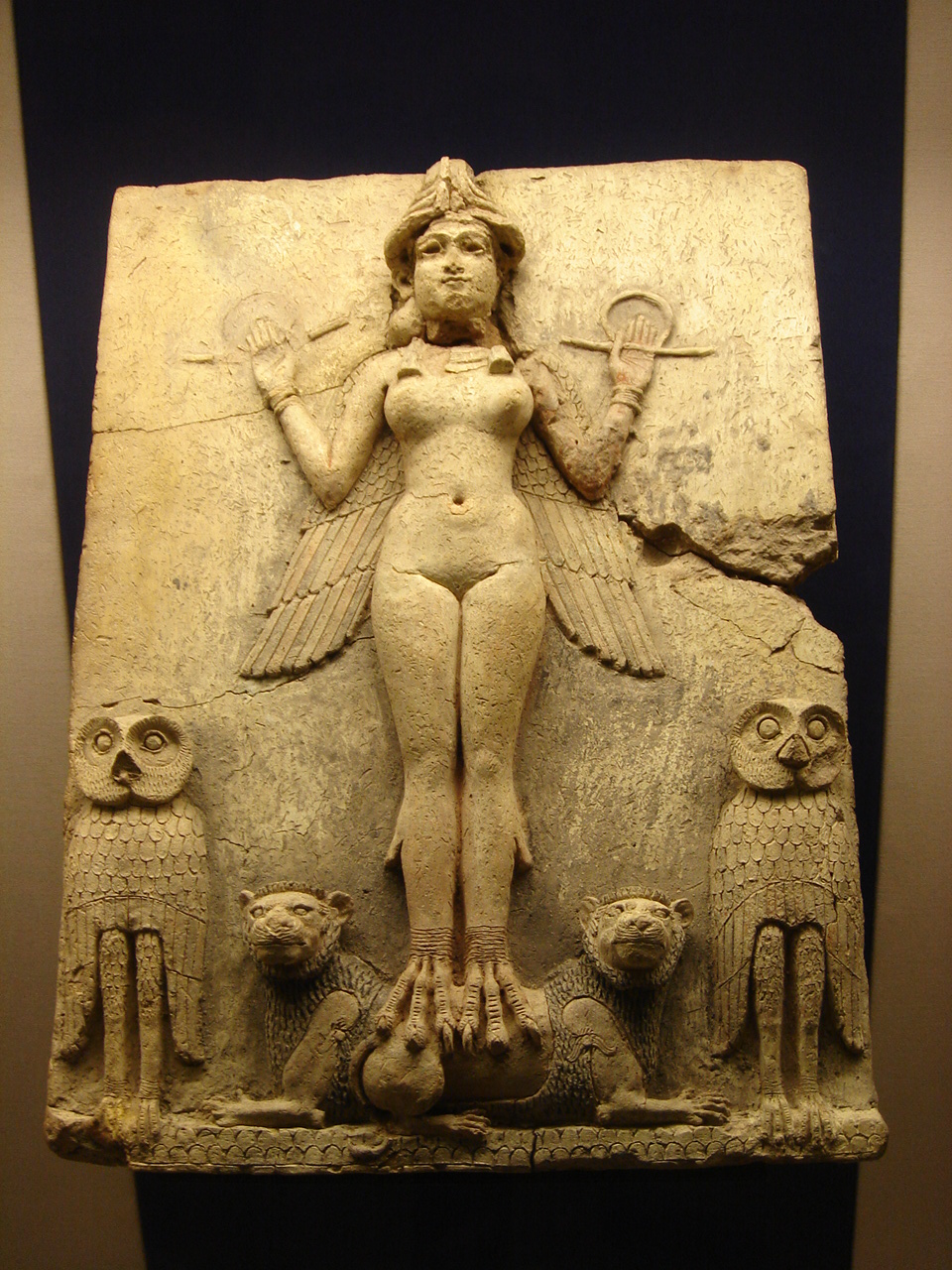
Relief babylonien représentant la déesse Ishtar, équivalente dAstarté

Le nom Astaroth est dérivé de celui de la déesse phénicienne Astarté. Équivalente de l'Ishtar babylonienne et de la plus ancienne déesse sumérienne Inanna, Astarté fut connue tout au long de l'âge du bronze et de l'Antiquité (3000 à 1000 av. J.-C.). Cette déesse est mentionnée dans la Bible hébraïque sous les formes Astarté (singulier) et Astaroth (pluriel, en référence aux multiples statues qui existaient d'elle). Cette dernière forme a été directement transcrite dans les premières versions grecques et latines de la Bible, où il était moins évident que cela avait été un féminin-pluriel en hébreu.
Le Testament de Salomon, texte apocryphe attribué au roi Salomon mais non reconnu par la religion juive, fait mention d'Astaroth sous le nom Asteraoth (écrit en grec) en tant qu'ange s'opposant aux pouvoirs des démons.
Il ne sera ensuite plus fait mention d'Astaroth autrement qu'en tant que démon.
Il est présent dans la Passion de Barthélemy. Barthélemy se rend dans un temple de la troisième Inde où se trouve Astaroth. À son arrivée, les anges de Dieu entourent le démon de chaînes brûlantes, le rendant incapable de rendre le moindre oracle malgré les sacrifices que les infirmes et les malades continuent à lui offrir. Astaroth est cité avec deux autres démons : Beireth et Vualdath.
Il apparaîtra ensuite dans Le livre d'Abramelin le Mage. Cet ouvrage, que certains considèrent comme étant un faux forgé au XVIIIe siècle, passe pour être la traduction d'un grimoire, rédigé en hébreu et datant de 1438, dans lequel Abraham ben Siméon aurait consigné tout le savoir magique reçu de son maître Abramelin.
La mention suivante d'Astaroth sera faite dans le Livre des esperitz au XVIe siècle. C'est ce grimoire, le plus ancien qui soit conservé en français, qui inspirera le Lemegeton et la Pseudomonarchia Daemonum à la Renaissance. Ce sont ces deux livres qui ancreront par la suite dans la culture populaire l'image du démon Astaroth tel qu'on le connaît aujourd'hui.
En 1601, un exorcisme en latin, breton, espagnol et anglais, se déroulant dans l'église de Saint-Mathurin, fait découvrir l'identité d'un esprit mauvais nommé Astaroth possédant un baptisé prénommé Mathurin qui, lors de son interrogatoire, enjoint au démon de reconnaître les reliques de Saint-Mathurin et de ses parents que l'exorciste lui présente, puis de révéler que Saint-Mathurin l'a empêché de sortir du possédé, le contraignant ainsi à avouer que c'est lui, Astaroth, qui a généré des idées poussant le possédé au désespoir et l’incitant au suicide, le démon ayant toutefois refusé de donner la signification de son nom.